# 44e cérémonie des Kansas City Film Critics Circle Awards
La 44e cérémonie des Kansas City Film Critics Circle Awards, décernés par la Kansas City Film Critics Circle, a eu lieu le 4 janvier 2009, et a récompensé les films réalisés l'année précédente.

## Palmarès
- Meilleur film :
  - Slumdog Millionaire
- Meilleur réalisateur : (Robert Altman Award)
  - Darren Aronofsky – The Wrestler
- Meilleur acteur :
  - Mickey Rourke pour le rôle de Randy "Ram" Robinson dans The Wrestler
- Meilleure actrice :
  - Meryl Streep pour le rôle de la sœur Aloysious Beauvier dans Doute (Doubt)
- Meilleur acteur dans un second rôle :
  - Heath Ledger (à titre posthume) pour le rôle du Joker dans The Dark Knight : Le Chevalier noir (The Dark Knight)
- Meilleure actrice dans un second rôle :
  - Penélope Cruz pour le rôle de María Elena dans Vicky Cristina Barcelona
- Meilleur scénario original :
  - The Wrestler – Robert Siegel
- Meilleur scénario adapté :
  - Slumdog Millionaire – Simon Beaufoy
- Meilleur film en langue étrangère :
  - Morse (Låt den rätte komma in) •  Suède
- Meilleur film d'animation :
  - WALL-E
- Meilleur film documentaire :
  - Le Funambule (Man on Wire)
- Meilleur film de science-fiction,  d'horreur ou fantastique : (Vince Koehler Award)
  - The Dark Knight : Le Chevalier noir (The Dark Knight)